# Ruschia suaveolens
Ruschia suaveolens är en isörtsväxtart som beskrevs av L. Bol. Ruschia suaveolens ingår i släktet Ruschia och familjen isörtsväxter. Inga underarter finns listade i Catalogue of Life.